# 泰尔克拉皮耶
泰尔克拉皮耶（法語：Terre-Clapier，法語發音：[tɛʁ klapje]）是法国奧克西塔尼大區塔恩省的一个旧市镇，属于阿尔比区。

## 地理
泰尔克拉皮耶（43°51'17"N, 2°18'1"E）面积12.1 平方千米，位于法国奧克西塔尼大區塔恩省，该省份为法国南部内陆省份，北起顺时针与阿韦龙省、埃罗省、奥德省、上加龙省和塔恩-加龙省接壤。
与泰尔克拉皮耶接壤的市镇（或旧市镇、城区）包括：福克、穆齐耶伊特勒、鲁梅古、泰耶、勒特拉韦、阿尔比茹瓦自由城。

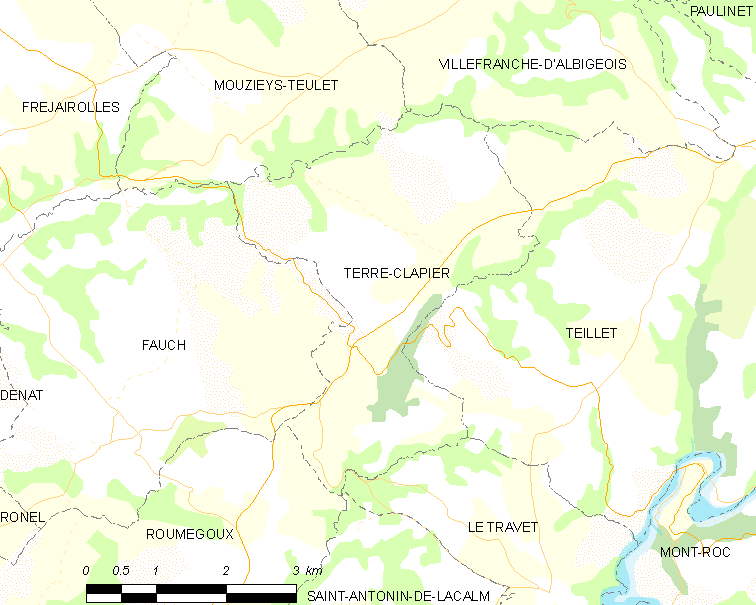
泰尔克拉皮耶的OSM定位图

泰尔克拉皮耶的时区为UTC+01:00、UTC+02:00（夏令时）。

## 行政
泰尔克拉皮耶的邮政编码为81120，INSEE市镇编码为81296。

## 政治
泰尔克拉皮耶所属的省级选区为上达杜县。

## 人口

1962-2008年间泰尔克拉皮耶人口变化图示

泰尔克拉皮耶于2018年1月1日时的人口数量为261人。